# 東方緋想天 〜 Scarlet Weather Rhapsody.
『東方緋想天 〜 Scarlet Weather Rhapsody.』（とうほうひそうてん スカーレット・ウェザー・ラプソディ）とは、同人サークル黄昏フロンティア及び上海アリス幻樂団製作の対戦型格闘ゲームである。本作品は東方Projectの二次創作ではなく、上海アリス幻樂団との共同開発作品であり、公式に東方Project第10.5弾と呼ばれている。
本項では、以降は『緋想天』と称することとする。その他の本項で使用されている東方Project関連の略称については、東方Project#凡例を参照。

## 概要
本作は東方Projectの登場人物を起用した対戦型格闘ゲームである。ゲーム制作は黄昏フロンティアが担当し、シナリオ・技名・新キャラ設定・デザインや一部楽曲・一部画像などをZUNが担当している。登場人物は『萃夢想』の10名（パッチで追加された紅美鈴を除く）に加え、『花映塚』に登場している鈴仙・優曇華院・イナバ（初出：『永夜抄』）、射命丸文、小野塚小町の3名と新規の2名が追加され、合計15名が登場する。原画はalphesによる。
本作品は2006年から開発が始まっており、当初東方Project第9.8弾として制作発表され、第4回博麗神社例大祭（2007年5月20日）のアフターイベントにおいてデモプレイが行なわれた。2007年8月15日に第10.5弾へと変更になったことが発表され、コミックマーケット72（2007年8月17日）で体験版CDが頒布されている。2008年4月29日に事件の数日前を描いたストーリーのWeb体験版が公開され、第5回博麗神社例大祭（2008年5月25日）に製品版を頒布、同日に同人ショップでの委託販売も開始された。

## あらすじ
この物語は、『風神録』の約1年後の夏の出来事である。
博麗神社は、神社だけに大地震が発生して倒壊するという不可解な出来事に見舞われた。それとほぼ同時に、幻想郷で緋色の雲が観測され、また、各人の周辺だけ特定の天候になるという謎の異常気象が発生した。博麗神社の巫女の博麗霊夢や、魔法の森に住む魔法使いの霧雨魔理沙ら幻想郷の住人たちは、それぞれ調査に出かけた。
全ての事件の犯人は、天人の比那名居天子だった。天界での退屈な生活への不満と、妖怪が起こした異変を巫女が解決するという楽しそうな騒ぎへの憧れが動機で、「異変解決ごっこ」として異変を起こして、それを解決しようとする者と戦おうと考えていた。つまり、暇つぶしである。博麗神社の局地地震は、天子が自分の能力で起こしたものだった。
また、緋色の雲や異常気象も、天子によるものだった。緋色の雲には大地を目覚めさせ地震を起こす可能性があり、放っておけば60年に1度クラスの大地震が起きるはずだった。
最終的に天子は出会った皆々から「退治」され、その後いつものように敵味方入り混じっての宴会が行なわれたところでこの物語は終わる。

## 基本システム
本作は弾幕対戦型格闘ゲームというジャンルの違いから、システム面では大幅な違いが見られる。

### 自機
まず、性能の異なる複数の登場人物のうち1人を選択。所有するカード（後述）は対戦開始前にコンフィグで設定することができる。ストーリーモードでは初めは3人しか選択できないが、条件を満たすことで選択可能な人物が増えていき、最終的には15人が選択可能となる。フリーモードやプラクティスモードでは最初から13人使用可能で、新登場人物も一度対戦して勝利すれば使用可能になる。

### 特殊動作
ダッシュ
ダッシュは、通常よりも速い速度で移動するときに使用する。空中でも使用出来る。（空中ダッシュは後述の飛翔とは別物。）
飛翔
空中で使用することで、霊力を消費しながら飛行できる。空中ダッシュとは、ジャンプ攻撃を出せるようになるまで少し遅い・上下や斜めを含めた8方向に飛べる・途中のキー操作によってある程度旋回出来る（キャラによって程度の差はある）などの違いがある。
グレイズ（Graze）
カスりの事。従来のシューティングゲームの作品におけるグレイズの名前を使ってはいるが別物。ダッシュや一部の攻撃技等、特定の行動中は「グレイズ状態」になり、この状態の間は飛び道具等の射撃属性の攻撃に接触してもダメージを受けない。主にダッシュや飛翔の他、一部の技に付与される。グレイズ出来ない射撃も存在する。「射撃に対する無敵」とは別物。
回避結界
ガードをキャンセルして移動する。移動中はグレイズ状態になる。コストとして霊力を1消費する。また、この方法で消費した霊力は、後述のガードクラッシュのように霊力ゲージが1つ潰れて赤くなる。
カード使用
スペルカードなどのカードを使用する。カードにはコストが設定されており、そのコストの分だけカードを消費する。詳細は後述。

### パラメータ関係
体力
敵の攻撃を受けると減少し、0になると一本を取られる。
残機
体力が0になると減少し、残機が無い状態で体力が0になるとゲームオーバーとなる。ストーリーモードのみ。
手札
攻撃を当てる・受ける等すると手札ゲージが増加し、ゲージが1本溜まるとデッキからカードを1枚引いて手札に加える。カードによって決められた数だけ手札（＝溜まったゲージ）を消費して発動する。
最大5枚まで持つ事が出来、5枚持っている状態（＝ゲージが5本満タンの状態）では、カードを消費するまでそれ以上溜まらない。また、デッキから引けるカードがなくなってしまうとそこまでしかゲージが溜まらなくなる。
霊力
飛翔や射撃技の使用、特定の攻撃をガードしたりグレイズすると減少。時間経過で自動的に回復する。
霊力が無い状態では霊力を必要とする行動は使用できない他、この状態でさらに霊力を削られるガードを行うと「ガードクラッシュ」を起こしてガードが解けてしまう上に一定時間無防備状態になる。さらに、ガードクラッシュを起こすと霊力ゲージが1つ赤色になって潰れてしまい、自然回復で元に戻るまで、霊力ゲージの最大値が減少してしまう。

## カードシステム
カードシステムも、他の作品と比較すると大幅な違いが見られる。

### カードシステム概要
勝敗
ストーリーモードでは、自キャラは3つの残機を持った状態でスタートし、体力が0になるたびに残機を1つ失って体力を全回復する。残機が0の状態で体力が0になると敗北となる。減った体力は次のステージに進むと回復するが、失った残機は戻らない。相手キャラは残機が無い代わりに、体力が0になるたびに、体力を全回復してスペルカードの名を冠した特殊な攻撃パターンに移行する。相手キャラが持っている全てのスペルカードを撃破すれば勝ちとなる。（相手キャラの方が体力が0になってから復活する回数が多いため、体力は通常の半分程度になっている。）
アーケードモードおよび対戦では体力が0になると1本になり、2本先取で勝ちとなる。
デッキ構築
キャラを使用するにあたってデッキを構築する必要がある。
所持するシステムカード・スキルカード・スペルカードの中から合計20枚、同じカードは最高4枚までの条件でカードを選び、デッキとする。
手札のゲージがたまったときにランダムでデッキからカードを1枚手札に加えられる。
ストーリーモードでは第1ステージから最終ステージまで通して1つのデッキを継続して使うため、使ったカードはコンティニューしない限り二度と出てこない。代わりに、スキルカードで変更したり強化したりした技は、同じくコンティニューするまでずっと変更/強化されたままである。
アーケードモードおよび対戦では1本目～3本目の間ではデッキの残りや手札の状態を全て引き継いで次を開始するが、試合が終わればデッキは元に戻る。

### カードの使用
カードを使用するには「手札」が必要で、これを所有していれば「カード使用」を行う事ができる。カードを使用すると即座に効果が発動するが、発動までに隙があるため、攻撃を受けるとカード使用は中断される。
カードは3種類あり、システムカード、スキルカード、スペルカードに分かれている。ストーリーモードや対戦モードなどをプレイすることで新たにカードを入手できる。
システムカード
全登場人物共通のカード。天候（後述）を発動させたり、体力などを回復させたり、霊撃を行ったりするカードなどが存在する。消費コストは1枚。
スキルカード
必殺技を変更したり強化することができるカード。消費コストは1枚。
スペルカード
各登場人物固有の強力な攻撃が可能。消費コストはスペルカードによって異なり、最大5枚消費する必要がある。

### ストーリーモードでのスペルカード
ストーリーモードの場合、敵が使用するスペルカードはアクションゲームのボスキャラのような状態となる。発動すると制限時間が表示され、時間内に敵のライフを規定以下にすれば取得となる。ただし、制限時間が過ぎても次の攻撃に移ることはなく、突破するまでは攻撃は続く。なお、このときの敵の体力は原則通常以下である。

## 天候
戦闘中に天候が変化することがある。戦闘画面で天候と気質値が表示されており、気質値が100%となったときに表示されている天候に空模様が変化する。天候は気質値が0%となるまで続き、その天候に応じて双方の登場人物に何らかの効果が付加される。ストーリーモードでも天候が変化するが、それはあくまでも見た目の変化のみである。

## 登場人物

### 新規の登場人物
ここでは、『緋想天』が初出の登場人物を解説する。なお、以下の内容は、作中における会話と「キャラ設定.txt」、および『東方求聞口授』における各キャラクターに関する記述による。
永江 衣玖（ながえ いく）
龍の世界と人間界の狭間に住む、龍宮の使いと呼ばれる妖怪。
普段は雲の中を泳いで暮らし、龍神の様子を見守っている。龍の言葉を理解し、重大な内容だけ人間や妖怪に伝えるといわれるが、本当に「伝えるだけ」である。本人はいたって温和な性格であり、争いを起こすのも巻き込まれるのも好まない性格だが、幻想郷に大きな地震が発生することを感知してそれを伝えるために幻想郷に現れたときは、幻想郷の住人の一部からは地震の原因と誤解され、戦闘になってしまった。
『緋想天』作中における彼女の発言によれば、彼女の地震予知は地震そのものを無条件で察知するのではなく、緋色の雲の空気を読むことで地震発生を予測するというものである。そのため、比那名居天子の起こした人為的な局地的地震には気づいておらず、「これから起こるであろう大地震」に関しては前準備として気質が集められていたため察知はできたものの、人為的なものとは気づいていなかった。
身につけている長い緋色の羽衣は振り回して武器にできる。単純に勢い良くぶつけるほか、腕に巻きつけてドリル状に変形させることも可能。
天子のことを「総領娘様」と呼び、上下関係のようなものがあるため基本的には天子に逆らうことは無い。しかし、わがままな性格の天子に手を焼いており、八雲紫に「お灸を据えてやってくれ」と頼んだり、自らも天子を少し懲らしめようとした。
比那名居 天子（ひななゐ てんし）
天界に住む天人。比那名居一族の娘である。比那名居一族は、天人になる前は地震を鎮める要石を護る役目を担う神官であり、幻想郷の地震を担っていた神官である名居（なゐ）一族の部下であった。名居一族が死んで名居守（なゐのかみ）という神霊として祀られると同時に、部下であった比那名居一族も功績を認められ、天人として天界に住むことが許された。しかし天人になったといってもあくまで名居一族に仕えた功績によってであり、天人としての格を備えるための修行を積んだわけではないので、比那名居一族は他の天人から不良天人と呼ばれている。加えて天子は、親が名居一族に仕えていたという理由だけで天人になっており、さらに幼い頃から裕福な家庭で育ったためかなりわがままな性格であり、不良の名に磨きをかけてしまっている。
元は「比那名居 地子（ちこ）」という名前であり、現在の天子（てんし）という名前は天人になった際に改名したものである。永江衣玖からは「総領娘様」と呼ばれている。
天界での退屈な生活に不満を感じており、「緋想の剣」を使って幻想郷に異常気象による異変を発生させ、犯人を突き止めて自分の元を訪れた者たちと戦うことで、退屈しのぎをしようと試みた。また、博麗霊夢を確実に出動させるために｢大地を操る程度の能力｣を用いて博麗神社に局所的な地震を発生させ、神社を倒壊させた。
対戦時は、要石や緋想の剣を使った大地を揺るがす攻撃を使用する。地震を操るために要石を幻想郷に抜き差しすることができるのは比那名居一族のみである。「気質を見極める程度の能力」を持つ緋想の剣は、天人にしか扱えない剣であり、気質を集めたり、確実に相手の弱点をつく能力を持つ。作中でもこの剣の力によって気質を集めており、彼女の一部のスペルカードにのみ「気質を全て消費し天候を強制終了させる」という特徴が持たされている。天子は地を操る要石と天を操る緋想の剣を用いることで天・地・人の全てを操ることができると思っている。
会話イベントでは最初は敬語を使い穏やかな物腰で接してくるが、少しでも思い通りに行かないことがあるとすぐに自分以外の全ての存在を見下している地の性格を出す。一見短絡的で無計画のように見えて実はしたたかな一面を持ち、一連の事件を通して密かに博麗神社に比那名居一族との縁を結びつけようとしたため、八雲紫の怒りを買った。
以下は設定上存在するものの、作中に実際の登場は無い。
名居一族（なゐ-）、名居守（なゐのかみ）
地震を司る天人「大村守（おおむらのかみ）」に仕えていた神官。多忙な大村守から幻想郷の地震を任されていた。死後、神霊して祀られることになり、その際「名居守」と呼ばれるようになった。山の池の畔にある小さな祠から今も幻想郷を見守っている。
比那名居天子が引き起こした一件について永江衣玖が報告したときはだいぶ怒っていたらしく、衣玖が天子に改めて自分から報告するよう勧めている。
比那名居の総領
比那名居一族の者。『緋想天』衣玖ルートのエンディングによれば、地震の親玉のようなものらしい。
ナマズ
地中深くに居て地震を引き起こすとされる神。咲夜ルートの6面や霊夢ルートのエンディングで言及されるが、作中で実際に登場することはない。
天子ルートのエンディングには、妖怪などではない普通の大きなナマズが登場し、これは調理されて宴会の酒の肴になった。

### 既存の登場人物
ここでは、『緋想天』が初出ではない登場人物を解説する。
鈴仙・優曇華院・イナバ、小野塚小町、射命丸文の3名と、先述した永江衣玖と比那名居天子を合わせた計5名は、東方Projectの対戦型格闘ゲームシリーズとしては初登場となる。『萃夢想』の追加登場人物である紅美鈴は、『緋想天』には登場していない。
博麗霊夢
博麗神社の巫女。神社が地震で崩壊したためにその犯人を捜している。
霧雨魔理沙
魔法使い。霧雨続きであるため、それを解決するために出かける。
十六夜咲夜
紅魔館のメイド。体から出る緋色の気を不審に思い、調査に向かう。
アリス・マーガトロイド
魔法使い。地震の予兆を感じ取り、調査に出かける。
パチュリー・ノーレッジ
魔女。普段は自分から行動する事は無いのだが、今回の気質の変化に誰も気付かないことから重い腰を上げ、犯人を突き止めたが･･･
魂魄妖夢
半人半霊。天候の変化と幽霊の減少を不審に思い、調査に向かう。
レミリア・スカーレット
吸血鬼。天候の変化を解決するために、容疑者を紅魔館に呼び寄せている。
西行寺幽々子
亡霊。天候の変化を受け入れ、むしろ利用している。
八雲紫
妖怪。天子の企みを見抜き、打ち破ろうとしている。
伊吹萃香
鬼。気質を萃めている者がいることを感じ取り、その元へ向かっている。
パチュリーのストーリーモードでは、『萃夢想』の異変の犯人であったという理由から、彼女からは、今回の騒動の犯人だと疑われ（決め付けられ）ている。
鈴仙・優曇華院・イナバ
月の兎。永遠亭周囲の竹林に起きた異変から地震を警戒し、調査に出かける。
射命丸文
鴉天狗。山を登りにきた者を引きとめようとしている。文のストーリーモードでは、取材のために各所を回っている。
小野塚小町
死神。気質によって天候が変わることを知り、暇つぶしに出かける。
自機ではないが、一部の技（スペルカード）やストーリーモードのエンディングでは以下の人物が登場する。
- 八雲藍
- 橙
- 八意永琳

## 音楽
1. 緋想天 - 作曲：あきやまうに
2. 日常坐臥 - 作曲：あきやまうに
3. 地の色は黄色 - 作曲：あきやまうに
4. 甲論乙駁 - 作曲：あきやまうに
5. 風光明媚 - 作曲：あきやまうに
6. 香る樹葉花 - 作曲：あきやまうに
7. 踊る水飛沫 - 作曲：あきやまうに
8. 以魚駆蠅 - 作曲：あきやまうに
9. 放縦不羈 - 作曲：あきやまうに
10. 嘲りの遊戯 - 作曲：あきやまうに
11. 冷吟閑酔 - 作曲：あきやまうに
12. 雲外蒼天 - 作曲：あきやまうに
13. 黒い海に紅く　～ Legendary Fish - 作曲：ZUN
14. 天衣無縫 - 作曲：あきやまうに
15. 有頂天変　～ Wonderful Heaven - 作曲：ZUN
16. 幼心地の有頂天 - 作曲：ZUN
17. 暮色蒼然 - 作曲：あきやまうに
18. 東方緋想天 - 作曲：あきやまうに
19. 東方妖恋談 - 作曲：ZUN アレンジ：あきやまうに
20. 星の器　～ Casket of Star - 作曲：ZUN アレンジ：あきやまうに
21. フラワリングナイト - 作曲：ZUN アレンジ：あきやまうに
22. ブクレシュティの人形師 - 作曲：ZUN アレンジ：あきやまうに
23. 広有射怪鳥事　～ Till When? - 作曲：ZUN アレンジ：あきやまうに
24. ラクトガール　～ 少女密室 - 作曲：ZUN アレンジ：あきやまうに
25. 幽雅に咲かせ、墨染の桜　～ Border of Life - 作曲：ZUN アレンジ：あきやまうに
26. 亡き王女の為のセプテット - 作曲：ZUN アレンジ：あきやまうに
27. 夜が降りてくる - 作曲：ZUN アレンジ：あきやまうに
28. 砕月	博麗神社(壊) - 作曲：U2 アレンジ：あきやまうに
29. 狂気の瞳　～ Invisible Full Moon - 作曲：ZUN アレンジ：あきやまうに
30. 風神少女 - 作曲：ZUN アレンジ：あきやまうに
31. 彼岸帰航　～ Riverside View - 作曲：ZUN アレンジ：あきやまうに

## 関連作品
全人類ノ天楽録
本作のオリジナルサウンドトラック。2枚組で、あきやまうにによるアレンジ曲も収録。コミックマーケット74（2008年8月16日）にて頒布された。
緋想天符録 WEATHER LIGHT
本作の15名の登場キャラタクターから各人1枚ずつのスペルカード15枚についてイラストカード化したもの。COMIC1☆3（2009年4月26日）にて頒布された。
東方非想天則 〜 超弩級ギニョルの謎を追え
東方Project第12.3弾の作品で、上海アリス幻樂団と黄昏フロンティアの共作の弾幕アクションゲーム。『非想天則』単体でも動作するが、『緋想天』のアペンドディスクとしても使用できる。